# Взятие Пекина (1860)
Взятие Пекина — финальная, так и не состоявшаяся боевая операция англо-французских войск в ходе Второй Опиумной войны.

## Предыстория
В ходе Второй Опиумной войны Великобритания и Франция решили в 1860 году высадить совместный экспедиционный корпус в устье реки Хайхэ и вдоль неё дойти до Пекина, где вынудить правительство империи Цин принять условия мира. После разгрома цинской армии 21 сентября 1860 года в ходе сражения у моста Балицяо император покинул столицу и уехал на север в провинцию Жэхэ, оставив вести переговоры с иностранцами своего брата, великого князя Гуна. 30 сентября англичанам и французам стало очевидным, что китайцы в очередной раз просто тянут время, и наступление от Тунчжоу к Пекину (а также, возможно, и последующий штурм Пекина) является неизбежным.

## Выдвижение к Пекину
5 октября обе союзные армии выступили в путь и 6 октября достигли северо-восточного угла городской стены Пекина. Разведка сообщила, что у северо-западного угла находится укреплённый лагерь, который занимает 10.000 маньчжурских войск. Главнокомандующие решили немедленно двинуться туда и разбить врага в полевом сражении. Однако оказалось, что лагерь оставлен ещё в предыдущую ночь, а двигавшаяся на правом фланге английская кавалерия сообщила, что китайская армия отступила по направлению к летнему императорскому дворцу Юаньминъюань, находящемуся в 10-15 км к северо-западу от городской стены. Получив это известие, союзные главнокомандующие решили немедленно идти по направлению к дворцу, причём общим сборным пунктом обеих армий был назначен сам дворец.

## Разграбление дворца Юаньминъюань

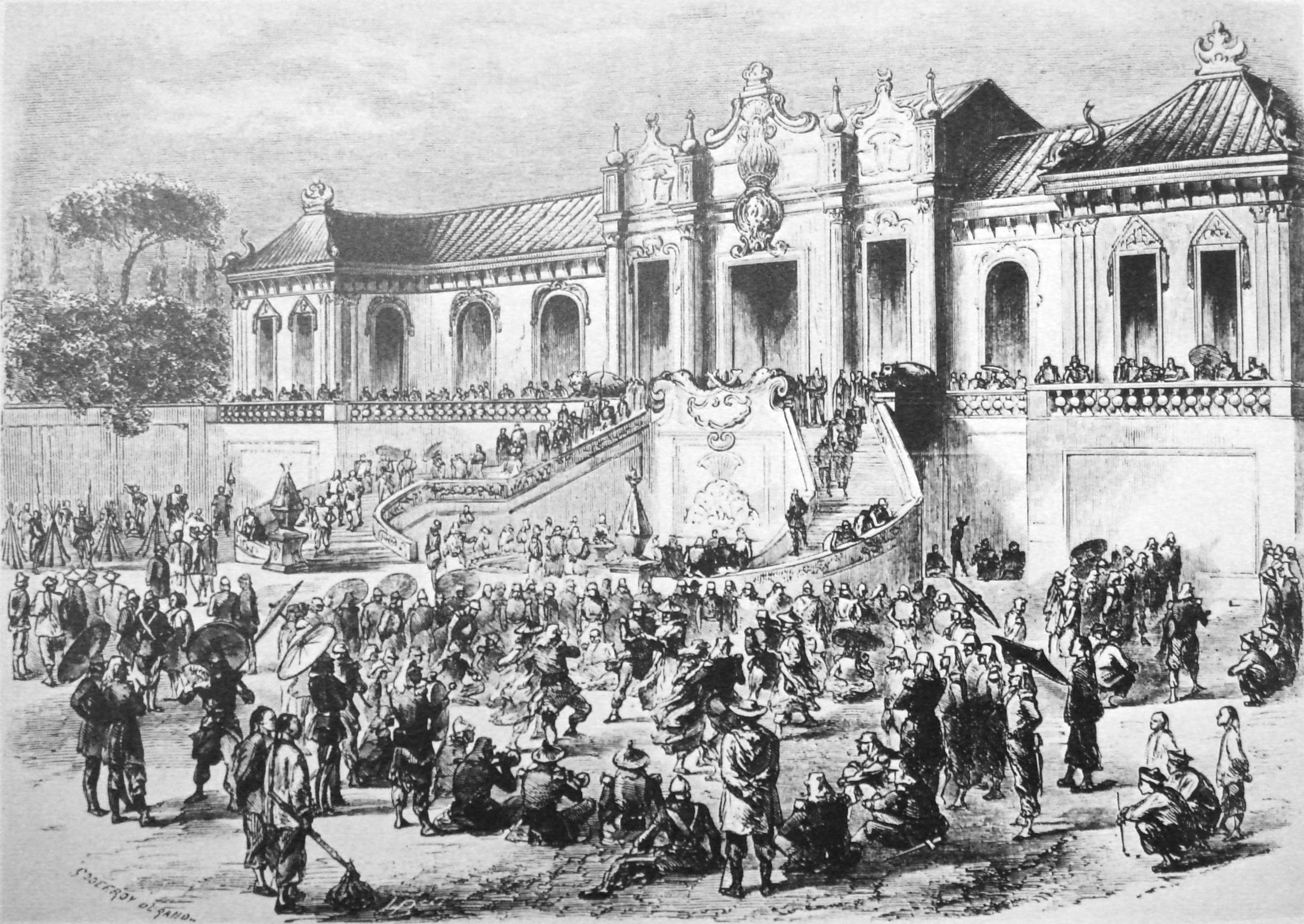
Грабёж дворца Юаньминъюань англо-французскими силами 7 октября 1860 года

Двигаясь по незнакомым дорогам, английские и французские войска вскоре потеряли друг друга из виду; английская кавалерия потеряла свою пехоту и присоединилась к французским войскам. С наступлением ночи французские войска достигли дворца Юаньминъюань, где имели лишь небольшую стычку с плохо вооружённым отрядом дворцовой стражи из 20 человек. Английские войска по пути наткнулись на бивак маньчжурской конницы, и в итоге были вынуждены заночевать на полдороге в небольшой деревне.
7 октября 1860 года начался совместный грабёж летнего императорского дворца и прилегавших к нему строений. Английские войска располагались в отдалении от дворца, поэтому английские солдаты не могли принимать участия в грабежах, это могли делать лишь офицеры, обладавшие большей свободой передвижения. Для восстановления справедливости командовавший английскими войсками генерал Грант создал комиссию по справедливому распределению награбленного между военнослужащими.
Захват дворца показал, что китайская армия после недавних поражений отказалась от всякого сопротивления. Наступление к северу с целью её преследования не обещало успеха, лишь чрезмерно растягивая коммуникации. Поэтому было решено вернуться к Пекину, чтобы его захватом повлиять на скорейшее заключение мира.

## Подготовка к штурму ворот Аньдинмэнь

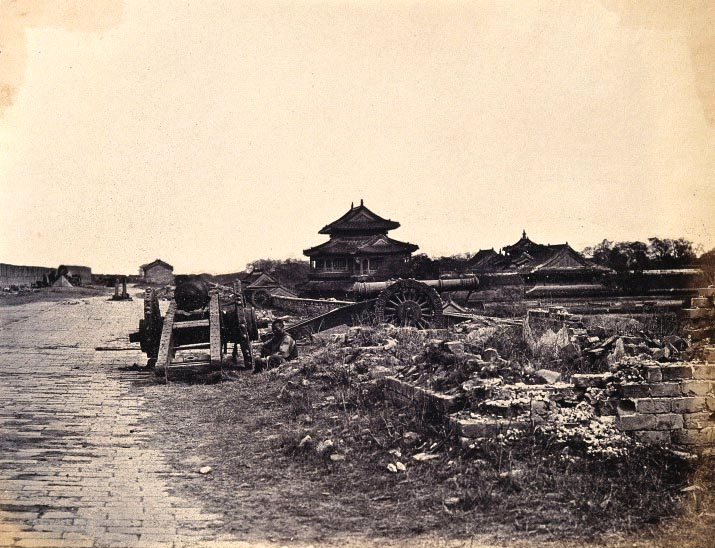
Китайские пушки на крепостной стене у ворот Аньдинмэнь в 1860 году

9 октября англо-французские войска двинулись обратно, и 10 октября встали лагерем у пекинской городской стены. Китайской стороне был выдвинут ультиматум: союзники для обеспечения посольств при ведении дальнейших переговоров в Пекине потребовали передаче под их контроль крепостных ворот Аньдинмэнь. В случае, если ворота не будут уступлены до 13 октября, союзники угрожали взять их силой и начать артобстрел города.
Английские и французские инженеры сразу же приступили к строительству брешь-батарей напротив ворот Аньдинмэнь. В предместьях Пекина были развешены прокламации, предупреждавшие, что если в полдень 13 октября китайские власти не передадут ворота Союзникам, то те откроют огонь.

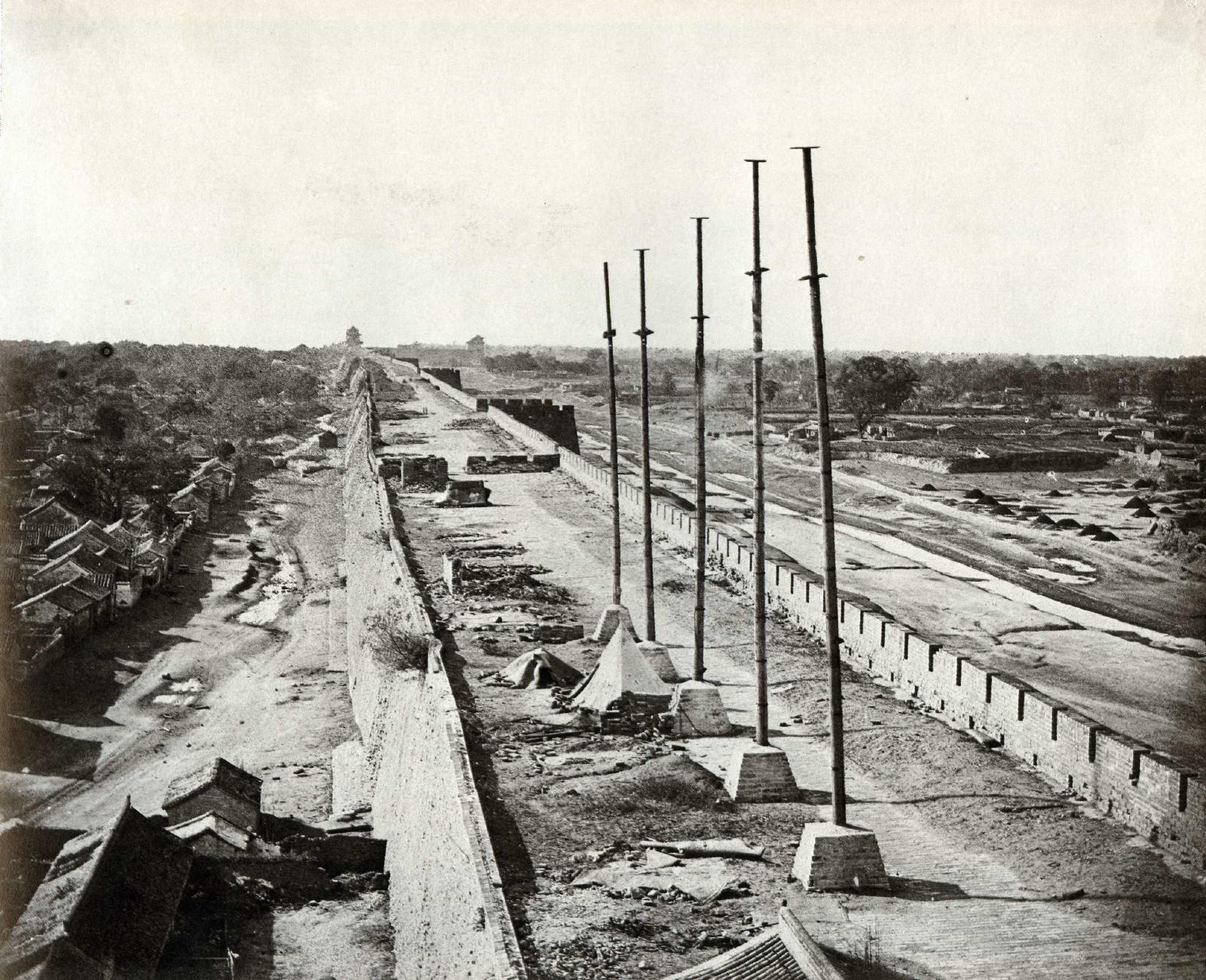
Крепостная стена у ворот Аньдинмэнь в 1860 году

13 октября в 10 часов утра великий князь Гун прислал от себя уполномоченного Хань Ци, который старался отговорить Союзников от требований передачи ворот или хотя бы оттянуть время передачи. Лишь за несколько минут до полудня, когда артиллерийская прислуга уже заняла места возле орудий, ворота были отворены и переданы генералу Нэйпиру.
Ворота и прилегающие к ним валы были заняты английским и французским гарнизонами. При ближайшем осмотре ворот и крепостной стены Союзники убедились, что на самом деле с имевшимися у них в наличии средствами проделать там брешь было невозможно.

## Заключение Пекинского мира
Основные перевозки для англо-французских войск осуществлялись из Тяньцзиня водным путём — по рекам и каналам. Зимой они должны были замёрзнуть, и тогда положение армии стало бы критическим. По мнению генерала Кузен-Монтабана, предельным сроком, до которого французская армия могла оставаться у Пекина, было 1 ноября. Поэтому дипломаты — лорд Элгин и барон Гро — пришли к убеждению, что следует поспешить с заключением мира, не останавливаясь перед самыми крайними мерами.
Оба посла потребовали, чтобы великий князь Гун до 23 октября принял условия мира, угрожая в противном случае сжечь императорский дворец в Пекине. За насилия, совершённые 18 сентября в Тунчжоу над парламентёрами, китайское правительство должно было уплатить 22 октября 200.000 лянов серебра французам и 300.000 — англичанам. Кроме того, за убийство парламентёров лорд Эльджин считал необходимым для наказания императора сжечь его любимую летнюю резиденцию — дворец Юаньминъюань.
18 октября 1-я дивизия английских войск отправилась к Юаньминъюаню и сожгла его дотла. 19 октября по настоянию лорда Эльджина генерал Грант явился к генералу Кузен-Монтабану с предложением занять внутренний город и сжечь императорский дворец, не дожидаясь истечения срока ультиматума, однако барон Гро сумел отговорить англичан.
Вечером 22 октября было полностью выплачена компенсация потерпевшим в Тунчжоу. Наконец, под влиянием русского посланника Игнатьева великий князь Гун согласился подписать трактаты с Великобританией (24 октября) и Францией (25 октября). Чтобы побыстрее удалить иностранные войска из столицы, император прислал свои ратификации заранее.
Вновь заключённые мирные трактаты в общих чертах подтвердили условия Тяньцзиньских трактатов 1858 года. 1 ноября французские войска выступили из Пекина в Тяньцзинь, прибыв туда 6 ноября. Английские войска оставались в Пекине до официального опубликования мирного договора и выступили оттуда лишь 7-9 ноября. 14 ноября все союзные войска сосредоточились в Тяньцзине.
14 ноября, в благодарность за спасение графом Н. Игнатьевым Пекина от разграбления англо-французскими войсками, Цинская империя подписала с Россией договор о границе по Амуру и Уссури.